# Cselekvőképesség részleges korlátozása
A cselekvőképességet érintő gondnokságnak két fajtája van: a cselekvőképességet részlegesen vagy teljesen korlátozó gondnokság. Kizárólag a bíróság jogosult a törvényi feltételeknek megfelelően gondnokság alá helyezést elrendelni. A magyar Ptk. 2:19. § (2) szerint:
A bíróság cselekvőképességet részlegesen korlátozó gondnokság alá azt a nagykorút helyezi, akinek ügyei viteléhez szükséges belátási képessége - mentális zavara következtében - tartósan vagy időszakonként visszatérően nagymértékben csökkent, és emiatt - egyéni körülményeire, valamint családi és társadalmi kapcsolataira tekintettel - meghatározott ügycsoportban gondnokság alá helyezése indokolt.

## A törvény értelmezése
- a területileg illetékes járásbíróság rendeli el
- csak nagykorú személyt lehet ilyen típusú gondnokság alá helyezni
- ügyeinek viteléhez való belátási képessége - mentális zavara következtében -  nagymértékben csökkent
  - tartósan: hosszabb időtartam (1 éven túl)
  - időszakonként visszatérően: ismétlődő, kiújuló elmebetegség

Egyéni körülményei és társadalmi-családi kapcsolatai tekintetében  ilyen lehet a pszichés állapot (bármikor, bárkinél bekövetkezhető, szerzett mentális betegségeket jelenti, melyek orvosilag kezelhetők, gyógyíthatók), a szellemi fogyatkozás (rendszerint veleszületett, stabil állapotot jelent, ami általában nem gyógyítható, gyógyszeresen nem befolyásolható), vagy szenvedélybetegség (jelentheti akár a kártya, lóverseny, internet megszállottságot is, de a leggyakoribb az alkoholizmus, a kábítószer-használat, melyeknél a szenvedélyek kórossá fajulnak). A törvényben felsoroltakon túlmenően egyéb betegség, bármilyen súlyos is, vagy egészségi állapot (pl.süketnémaság, magas életkor) a gondnokság alá helyezésre nem ad okot.
A cselekvőképességet részlegesen korlátozó ítéletben a bíróságnak meg kell határoznia azokat a személyi, illetve vagyoni jellegű ügycsoportokat, amelyekben a cselekvőképességet korlátozza. Ez egy elég széles körű mérlegelési lehetőséget ad a bíróság részére, az ügycsoportok az új Ptk.-ban fel sincsenek sorolva. A régi polgári törvénykönyv (1959. évi IV. törvény) azonban tartalmazott egy felsorolást, mely ma is kiindulópontként szolgálhat. Ilyen ügycsoportok különösen:
1. Társadalombiztosítási, szociális és munkanélküli ellátás igénylése, illetve az azzal, valamint a munkaviszonyból és munkaviszony jellegű jogviszonyból származó, annak 50%-át meghaladó jövedelemmel való rendelkezés
2. Ingó és ingatlan vagyonnal kapcsolatos rendelkezési jog
3. Családjogi jognyilatkozatok megtétele: a házassági, a bejegyzett élettársi vagyonjoggal kapcsolatos jognyilatkozat, a származás megállapításával kapcsolatos nyilatkozat megtétele, a gyermeke nevének meghatározása és annak megváltoztatása, illetve a gyermekének örökbefogadásához való hozzájárulás.
4. Tartási kötelezettséggel kapcsolatos vagyoni döntés meghozatala
5. A lakásbérlettel kapcsolatos jognyilatkozat megtétele (a szerződés megkötése, illetve felbontása)
6. Örökösödési ügyek
7. Bentlakásos szociális intézetben történő elhelyezéssel kapcsolatos jognyilatkozatok
8. Az egészségügyi ellátással összefüggő jogok gyakorlása
9. Tartózkodási hely meghatározása.

Fontos garanciális szabály, hogy a cselekvőképesség részlegesen sem korlátozható, ha az érintett személy jogainak védelme a cselekvőképességet nem érintő más módon biztosítható. A cselekvőképességében részlegesen korlátozott személy minden olyan ügyben önállóan tehet érvényes jognyilatkozatot, amely nem tartozik abba az ügycsoportba, amelyben cselekvőképességét a bíróság korlátozta.
A cselekvőképességében részlegesen korlátozott személynek a bíróság ítéletében meghatározott ügycsoportokra vonatkozó jognyilatkozatának érvényességéhez gondnokának hozzájárulása szükséges. Ha a cselekvőképességében részlegesen korlátozott személy cselekvőképessé válik, maga dönt függő jognyilatkozatainak érvényességéről. A cselekvőképességében részlegesen korlátozott személy és gondnoka közötti vitában a gyámhatóság dönt.
A cselekvőképességében részlegesen korlátozott személy a bíróság ítéletében meghatározott ügycsoportok tekintetében a gondnoka hozzájárulása nélkül
- tehet olyan személyes jellegű jognyilatkozatot, amelyre jogszabály feljogosítja;
- megkötheti a mindennapi élet szokásos szükségleteinek fedezése körébe tartozó kisebb jelentőségű szerződéseket;
- rendelkezhet jövedelme bíróság által meghatározott hányadával; annak erejéig kötelezettséget is vállalhat;
- köthet olyan szerződéseket, amelyekkel kizárólag előnyt szerez; és
- ajándékozhat a szokásos mértékben.

Ha a cselekvőképességében részlegesen korlátozott személy érdekeinek védelme, károsodástól való megóvása azonnali intézkedést igényel, a gondnok a hozzájárulását igénylő ügyekben önállóan eljárhat, az érintett személy helyett jognyilatkozatot tehet. Erről a cselekvőképességében részlegesen korlátozott személyt és a gyámhatóságot késedelem nélkül tájékoztatnia kell.